# زينب النفزاوية ملكة مراكش (رواية)
زينب النفزاوية: ملكة مراكش (بالفرنسية: Zaynab, Reine de Marrakech) هي رواية تاريخية من تأليف الكاتبة المغربية زاكية داوود، صدرت أول مرة باللغة الفرنسية سنة 2009 عن دار النشر ملتقى الطرق ثم تُرجمت إلى العربية. تستعيد الرواية سيرة زينب النفزاوية، إحدى أبرز النساء في التاريخ المغربي الوسيط، وزوجة السلطان المرابطي يوسف بن تاشفين، وتُقدمها بوصفها امرأة فاعلة سياسيًا، ساهمت في بناء الدولة المرابطية وفي تأسيس مدينة مراكش.

## خلفية تاريخية
تُعتبر زينب النفزاوية شخصية تاريخية حقيقية ورد ذكرها في عدة مصادر، أبرزها "الاستقصا" لأحمد بن خالد الناصري، و"كتاب العبر" لابن خلدون. كانت تنتمي إلى قبيلة نفزة الأمازيغية، وتوصف بأنها كانت "جميلة، ذات عقل راجح، ومال وفير"، وقد لعبت دورًا كبيرًا في صعود يوسف بن تاشفين إلى الحكم، بل كانت تُستشار في الأمور السياسية، في مرحلة حساسة من تاريخ المغرب في القرن 11م.

## الرواية والأسلوب
تُصنّف الرواية ضمن الأدب التاريخي، حيث تمزج الكاتبة زاكية داوود بين الوثيقة التاريخية والتخيل الأدبي، مستندةً إلى المصادر الكلاسيكية، ومعيدةً بناء الشخصية من منظور نسوي معاصر. وتقوم الرواية على تقديم رؤية من الداخل لشخصية زينب النفزاوية، حيث تمنحها صوتًا وموقفًا ووجهة نظر، في سياق كان يُقصي النساء من التأريخ الرسمي.

## محاور الرواية

### 1. تمثيل المرأة في التاريخ
الرواية تُعيد الاعتبار لدور النساء في التاريخ المغربي، من خلال شخصية زينب النفزاوية، التي كانت تُوصف في المصادر الكلاسيكية غالبًا بلقب "زوجة يوسف بن تاشفين"، بينما تمنحها الكاتبة هنا مقام "الملكة" وصانعة القرار"، مما يُعيد رسم الصورة النمطية للمرأة في العصر الوسيط.
تقول الكاتبة: "أردتُ أن أعطي الكلمة لامرأة من التاريخ المغربي، غالبًا ما تم إقصاؤها من كتب المدرسة ومن الذاكرة الجماعية."

 (حوار زاكية داوود، مجلة "زمان"، عدد خاص، 2011)

### 2. السلطة والسياسة من منظور أنثوي[4]
يبرز في الرواية أن زينب لم تكن فقط زوجة ملك، بل فاعلًا سياسيًا له رأيه، تمارس تأثيرها عبر الحيلة، الذكاء، وفهم التوازنات القبلية والسياسية. تصوّر الرواية كيف أن الحضور النسوي في الحكم قد يكون ناعمًا لكن نافذًا، بعيدًا عن الصور الذكورية الكلاسيكية للسلطة.

### 3. تأسيس مراكش[5]
من المواضيع المركزية في الرواية بناء مدينة مراكش سنة 1070 م، والتي تُصور في العمل كرمز لتحول حضاري كبير من البداوة إلى التمدن. ووفقًا للرواية، فقد كان لزينب النفزاوية دور في اقتراح موقع المدينة والتخطيط لها، ما يجعلها رمزًا لـ"المرأة المؤسسة".

### 4. التعدد الثقافي والهوية[6]
تتناول الرواية مسألة الهوية المغربية المركبة، إذ تمثل زينب تفاعل العناصر الأمازيغية والعربية في المغرب الوسيط، إضافة إلى الانفتاح على العالم الإسلامي في الأندلس والمشرق، مما يجعلها تجسيدًا لمرحلة تشكّل الوعي الحضاري المغربي.
رواية زينب النفزاوية: ملكة مراكش هي عمل روائي/تاريخي يُعيد صياغة الذاكرة الوطنية المغربية من زاوية مغفلة: المرأة الفاعلة في صناعة التاريخ. بفضل أسلوبها الرشيق ومعرفتها الدقيقة بالمصادر، تُحيي زاكية داوود شخصيةً نُسيت أو طُمست، وتمنحها الكلمة، لتُصبح رمزًا للتمكين النسائي والهوية الثقافية المتعددة للمغرب.